# Bulbophyllum schizopetalum
Bulbophyllum schizopetalum là một loài phong lan thuộc chi Bulbophyllum.